# Camillo Jacobini
Camillo Jacobini (Genzano di Roma, 15 agosto 1791 – Roma, 17 marzo 1854) è stato un politico e imprenditore italiano, fu Cavaliere di Gran Croce dell'Ordine di San Gregorio Magno e di San Giuseppe di Toscana, Ministro del Commercio, Belle Arti, Industria, Agricoltura e Lavori Pubblici durante il pontificato di Pio IX.

## Biografia
Nacque da D. Pietro e da Vincenza Asprucci. Avviato alla carriera ecclesiastica, Camillo seguì gli studi presso il seminario romano. Ben presto si rese conto di non essere tagliato per la vita ecclesiastica e si cimentò nella vita pubblica entrando giovanissimo nel Consiglio Provinciale di Roma e Comarca insieme al fratello Gaetano Pietro.
Camillo venne nominato ministro nell'agosto del 1849 da papa Pio IX in ossequio al principio, concordato su pressione dei francesi, di secolarizzare e laicizzare l'apparato statale.
Durante l'esilio di Pio IX a Gaeta rimase da solo a Roma a governare la Provincia Romana. Il Pontefice al suo ritorno volle premiare la sua fedeltà e competenza assegnando vari ministeri nelle sue mani.
Scrisse Tullio Torrani: « [...] in quel turbinoso periodo la Provincia può dirsi che rimase affidata ad una sola persona: Camillo Jacobini, perché gli altri componenti la Commissione stessa, D. Maria Massimo e il Conte Filippo Cini, avevano abbandonato precipitosamente la Capitale...»
In quel periodo arrivarono a Camillo attestati di stima e di riconoscimento anche dagli avversari politici. Oreste Raggi, che poteva avere avuto buoni motivi per criticare l'operato di quel governo che l'aveva fatto arrestare e rinchiudere in Sant'Angelo per poi infine esiliarlo, scrisse:
« [...] lo Jacobini si dimostrò di operosissima intelligenza e sicuramente sopra le parti, così come ricordato nelle iscrizioni del ponte di Ariccia...»
Camillo, titolare di una notevole fortuna ereditata dal padre, nel 1852 fu insieme con il fratello Gaetano Pietro tra i soci fondatori della Banca Romana, o Banca dello Stato Pontificio, con il 10% delle azioni. Insieme con il fratello si assicurò l'appalto per la costruzione del maestoso (per quei tempi) viadotto di Ariccia, il cui progetto fu redatto dall'architetto Bertolini.
Come ricordato da varie lapidi, tra le quali quelle all'ingresso del Pantheon a memoria dei grandi lavori di isolamento, durante il suo ministero cominciò le strade ferrate, aprì le prime linee telegrafiche, favorì l'agricoltura bandendo concorsi e premiando le piantagioni.
Il commendatore Camillo Jacobini morì il 21 marzo del 1854 senza avere la soddisfazione di vedere conclusa la costruzione del ponte di Ariccia. Fu sepolto nella cappella gentilizia di famiglia dei Cappuccini di Genzano, insieme con la sorella Ottavia e con il fratello monsignor Gaetano Pietro. Dal busto marmoreo, scolpito per volere dei fratelli dal grande scultore Pietro Tenerani, traspare un senso di immota serenità, la serenità dell'uomo che, avendo compiuto il proprio dovere, ha la coscienza a posto. Il suo volto non lascia trasparire i tragici e burrascosi momenti della sua vita, che furono vissuti con calma e sicurezza.
Pio IX, che aveva per lui grande stima e considerazione fu più volte ospitato nel palazzo di famiglia.

## Memoria e curiosità
Fu stimato per la sua probità e semplicità di costumi.
Pur essendo erede di una considerevole fortuna, preferì abitare in un piccolo quartiere di via del Pozzetto.

Fu uomo onesto e disinteressato: ritirava metà del suo stipendio, lasciando l'altra metà a disposizione delle opere benefiche del Pontefice.
La sua maggior lode può compendiarsi nella risposta che alla sua morte Pasquino dette a Marforio:
- "Perché è morto?" chiese Marforio

- "Sfido" rispose Pasquino "non mangiava!" 

alludendo alla sua integrità morale e alla sua onestà nel lavoro.
Un aneddoto degno di nota fu quello della rinuncia di metà del suo stipendio da Ministro, che destinò a opere di beneficenza.
Dopo la sua morte si levarono consensi sul suo operato e sulla sua vita; Raffaele de Cesare riporta nel suo "Roma e lo Stato del Papa" - ... Camillo da ministro non montò in superbia né abbandonò gli affari e dié prova di generosità, rinunziando a mezzo stipendio a fine di beneficenza. Uscendo dal ministero, si fermava a Piazza Colonna coi mercanti di Campagna e coi "sensali" e tutti lo chiamavano familiarmente "il Sor Camillo" e scherzosamente "Iacobinetto" o "Cammilluccio".
Camillo fu sensibile ai problemi dell'arte e dell'archeologia: si devono a lui la prima campagna sistematica di scavi archeologici e il ripristino dell'Appia antica così come oggi ci appare."Il ripristino scrive Silvio Negro già progettato al tempo di Pio VI, non fu affrontato che nel dicembre del 1850, dopo un sopralluogo del Ministro dei Lavori Pubblici D. Camillo Jacobini..."
"Riposa, grande nella sua semplicità, nella sua Genzano, di fronte al suo lago, insieme ai suoi antenati, in quella Chiesa a lui tanto cara, D. Camillo Jacobini, Commendatore di Gran Croce, Ministro di Pio IX. Genzanese."